# Districte de Courtelary
Courtelary és un dels 26 Districtes del Cantó de Berna (Suïssa) ubicat al nord-oest del cantó amb una superfície de 266 km². La capital és Courtelary, i és un dels tres districtes francòfons del cantó de Berna que formen la regió del Jura bernès (Jura bernois en francès). Està compost per 18 municipis:

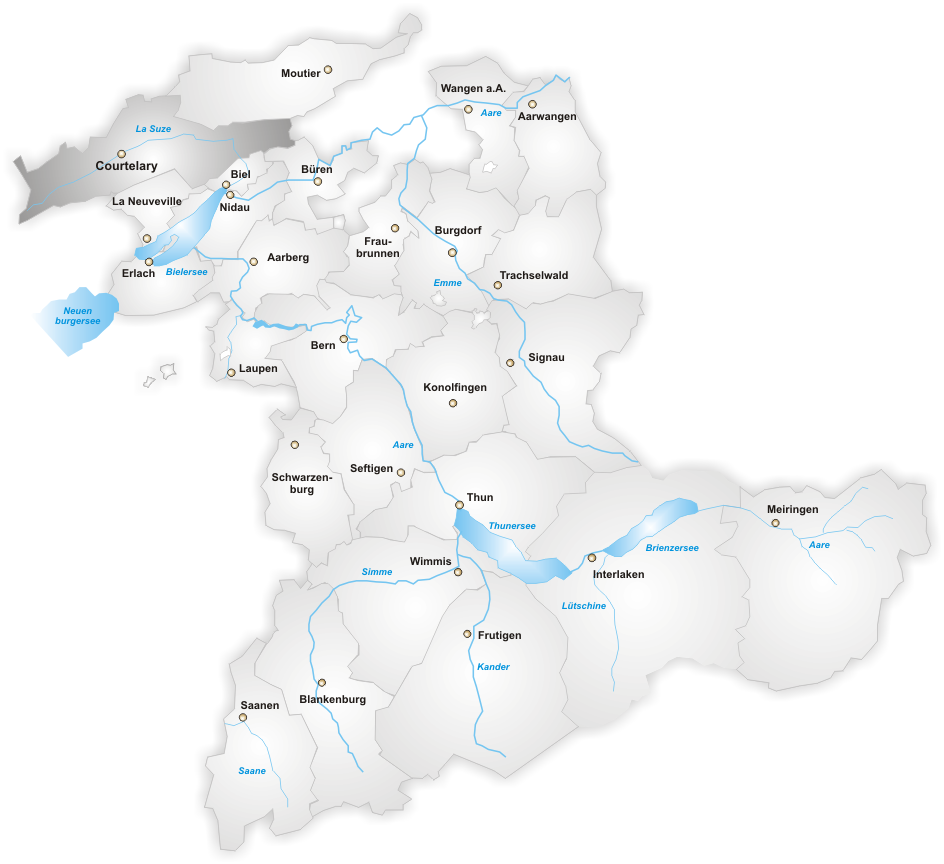
Districte de Courtelary

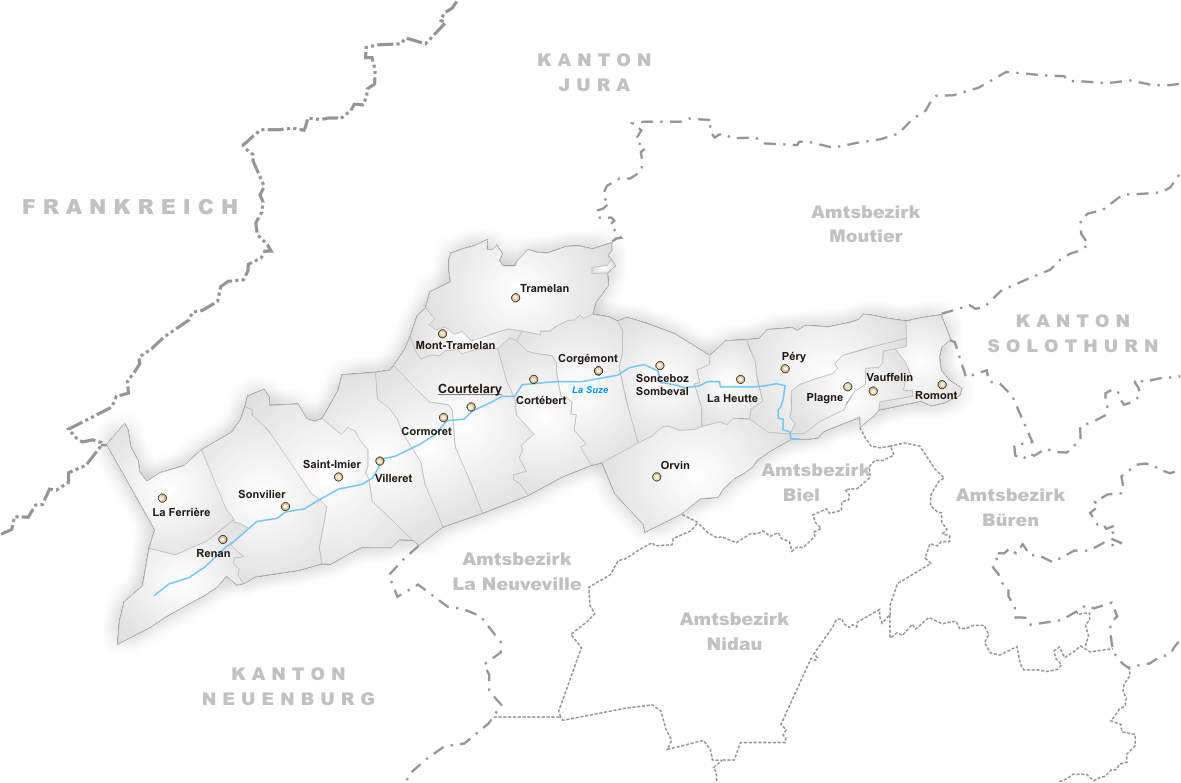
Municipis del districte de Courtelary

| Municipis         | Població (2004) | Superfície en hectàrees |
| ----------------- | --------------- | ----------------------- |
| Corgémont         | 1532            | 1760                    |
| Cormoret          | 528             | 1343                    |
| Cortébert         | 737             | 1475                    |
| Courtelary        | 1163            | 2224                    |
| La Ferrière       | 550             | 1423                    |
| La Heutte         | 481             | 800                     |
| Mont Tramelan     | 133             | 464                     |
| Orvin             | 1207            | 2143                    |
| Péry              | 1361            | 1557                    |
| Plagne            | 391             | 755                     |
| Renan BE          | 790             | 1262                    |
| Romont BE         | 213             | 707                     |
| Saint-Imier       | 4756            | 2086                    |
| Sonceboz-Sombeval | 1684            | 1503                    |
| Sonvilier         | 1090            | 2378                    |
| Tramelan          | 4263            | 2488                    |
| Vauffelin         | 431             | 592                     |
| Villeret          | 914             | 1622                    |